# Tyršův vrch
Tyršův vrch je vrch v Praze 4 v Michli.

## Poloha
Nachází se v Michli u křížení ulic Michelská a Nuselská, blízko michelské plynárny a sokolovny, odkud je pěšky dobře přístupný. V těsném sousedství leží vrchy Kapitol a Bohdalec. Obloukovitě je obtékán Botičem. Tyršův vrch je částečně umělý, vznikl oddělením od Bohdalce (viz dále).

## Historie
Do 19. století byla oblast Tyršova vrchu pokryta ovocnými sady, nacházely se zde i malé kamenolomy. Zalesnění proběhlo na samém začátku 20. století. 
Až do roku 1930 tvořil se sousedním Bohdalcem jeden vrch nazývaný Sychrov, ten byl ale kvůli stavbě trati rozdělen bohdaleckým zářezem. V té době vzniklo na vrcholu letní sokolské cvičiště. Sokol (spolek) dal také Tyršovu vrchu jeho současný název.

### Dnešní využití
Je dopravně dobře dostupný. Je využíván ke krátkodobé rekreaci. Na samém vrcholu se nachází lukostřelnice. Od tramvajové zastávky "Pod Jezerkou" na Nuselské vede od sokolovny na Tyršův vrch paralelní cesta s Nuselskou ulicí.

## Fotogalerie

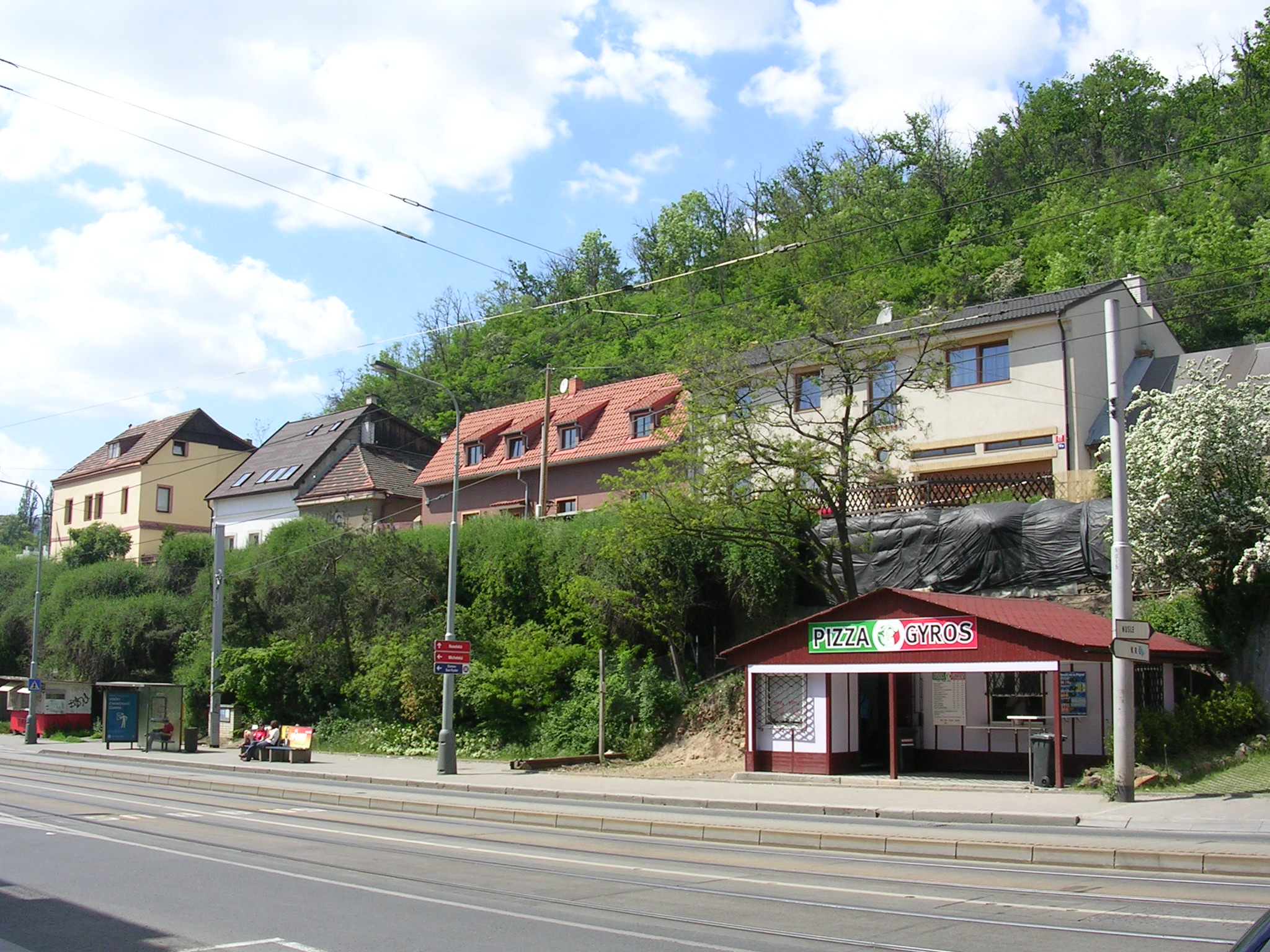
Tyršův vrch od tramvajové tratě
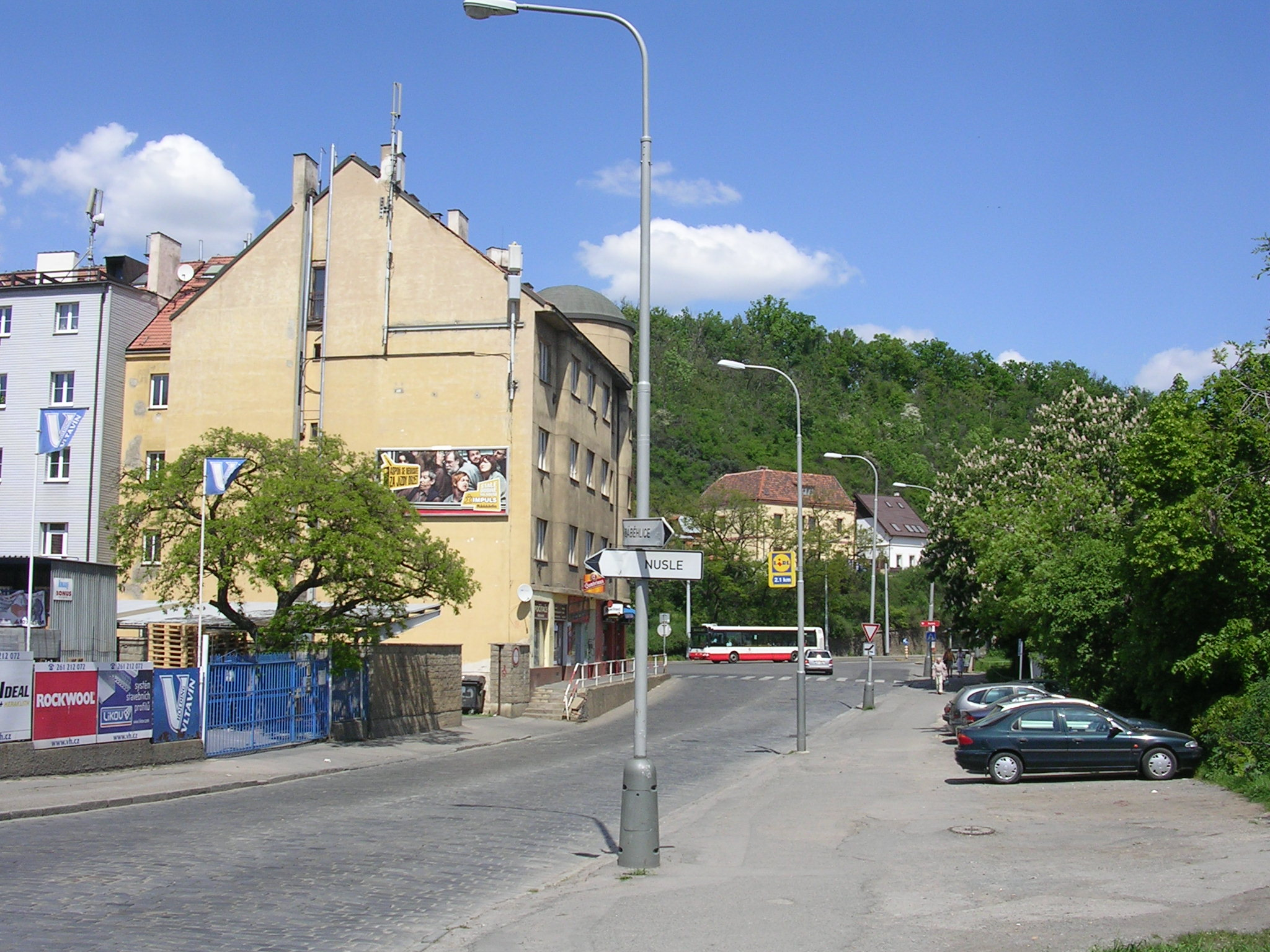
Tyršův vrch nad Michelskou ulicí
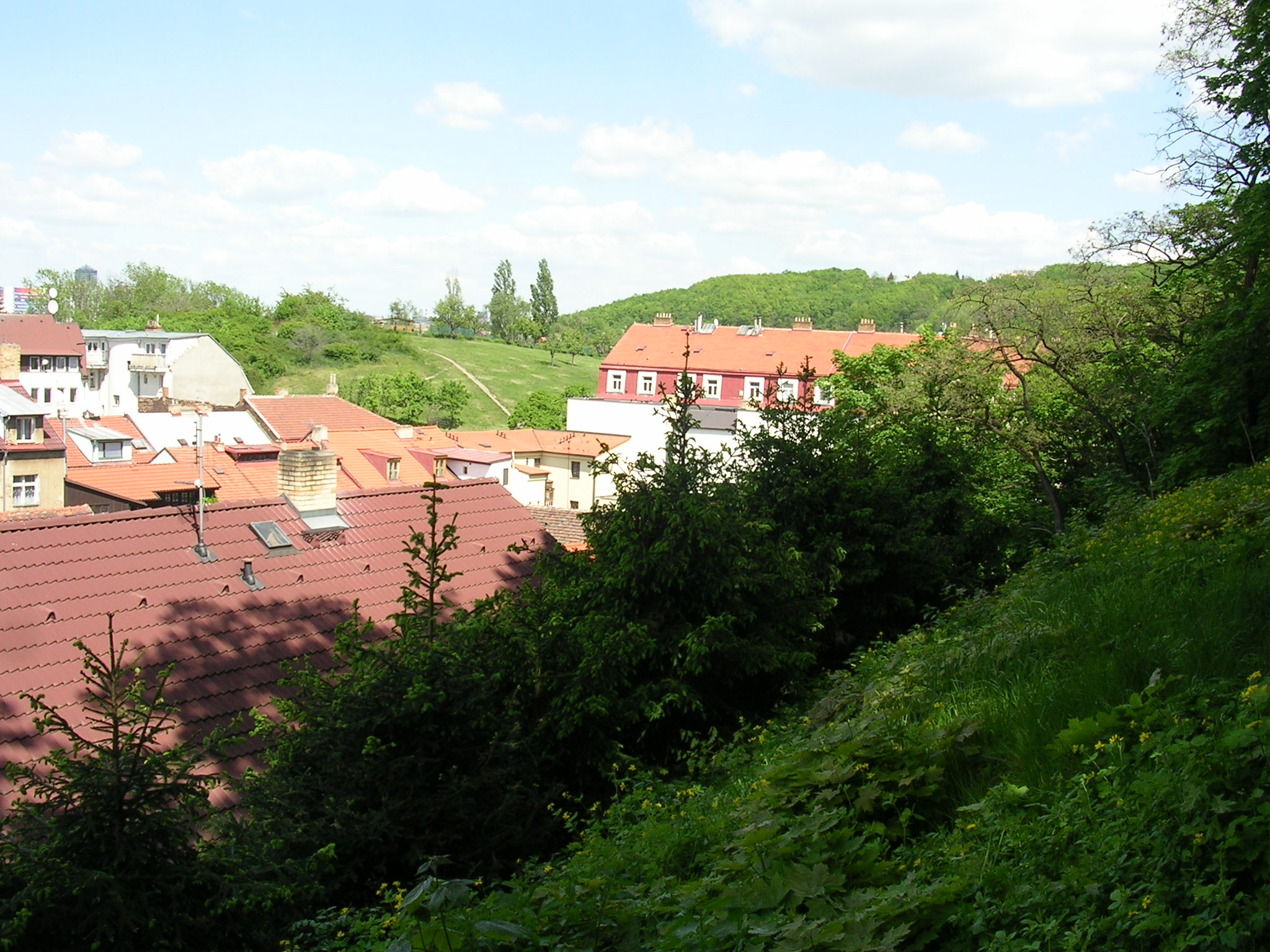
stráň Tyršova vrchu
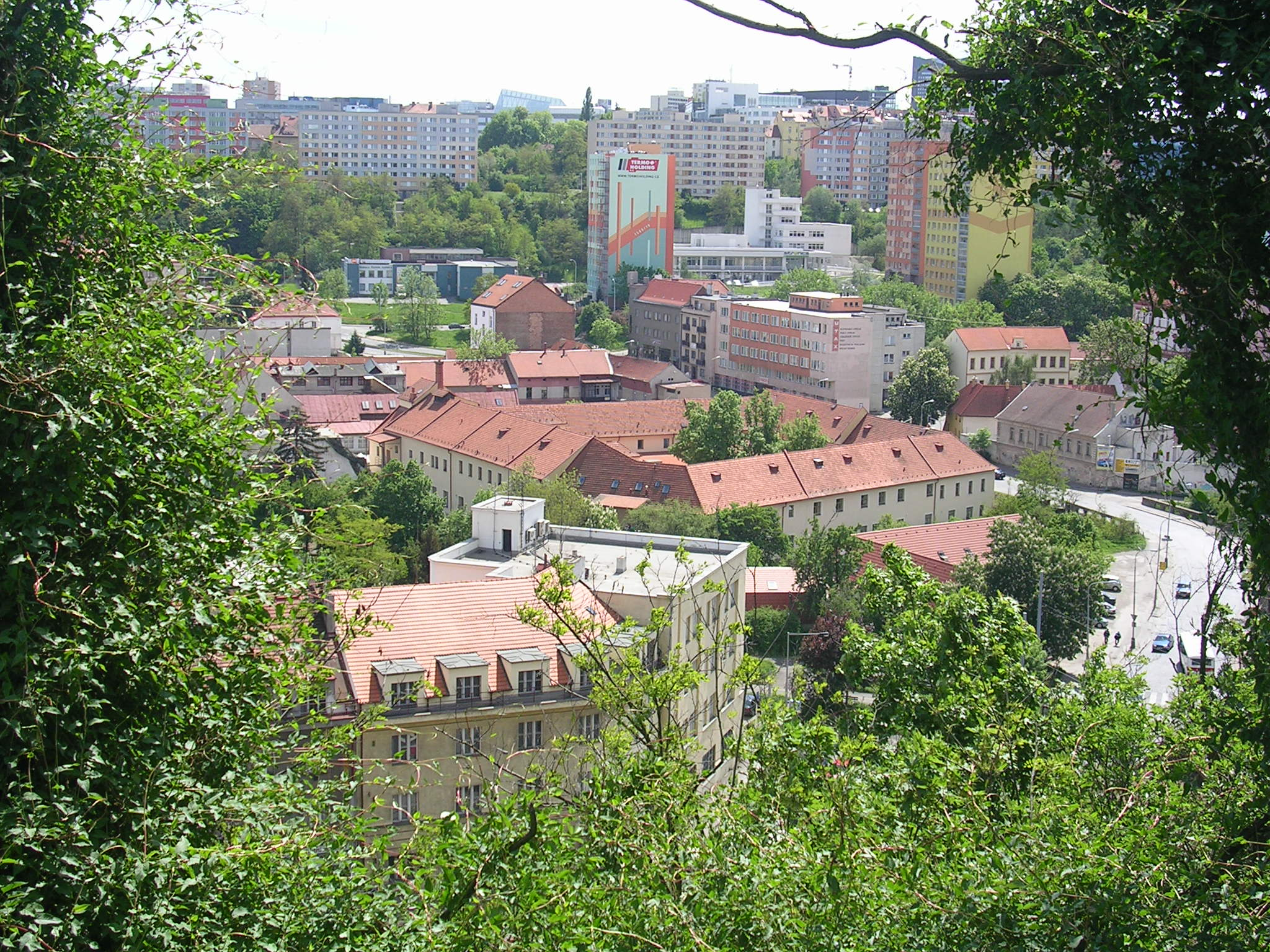
Michelská ulice pod Tyršovým vrchem
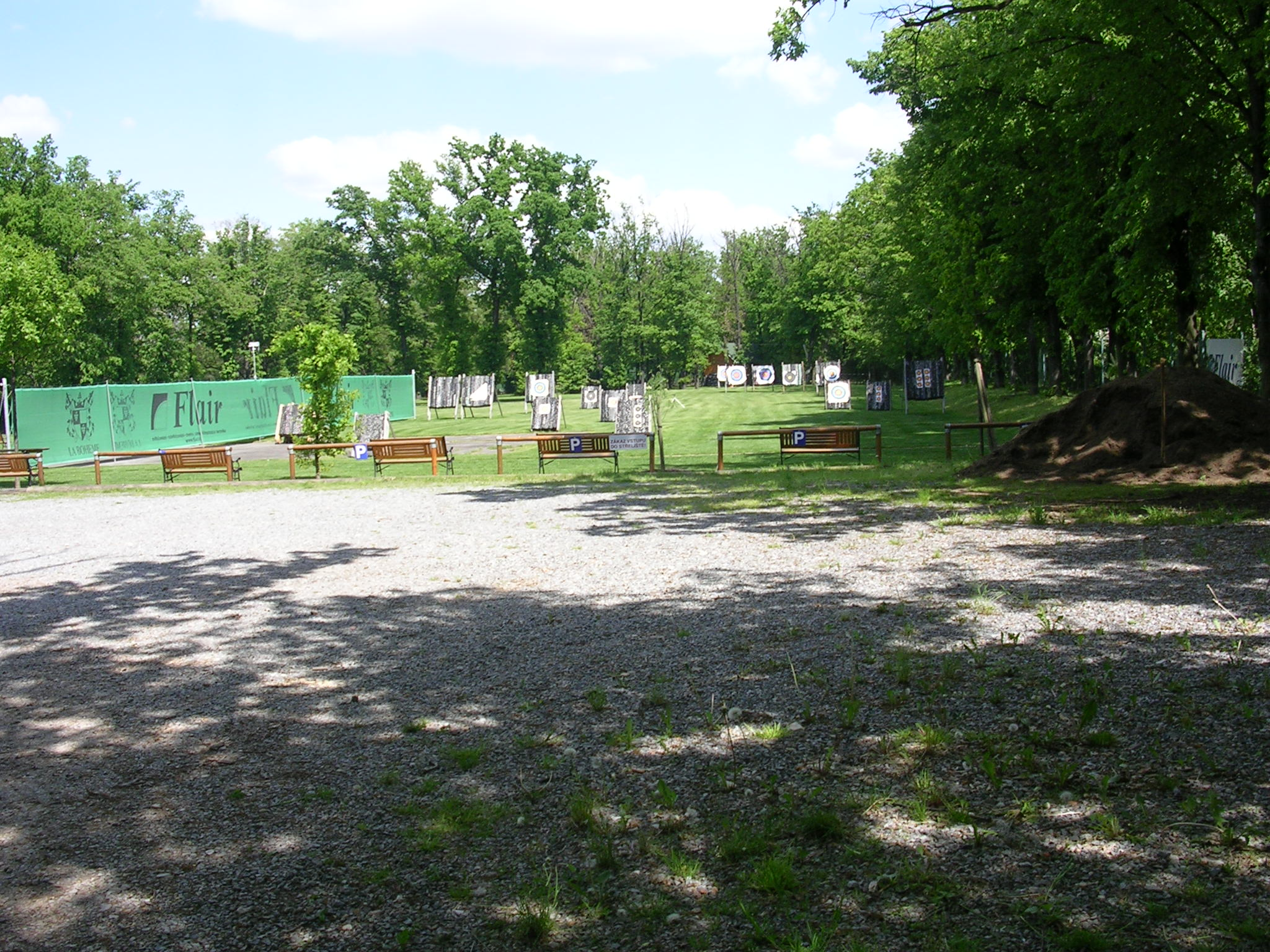
lukostřelnice na vrcholu
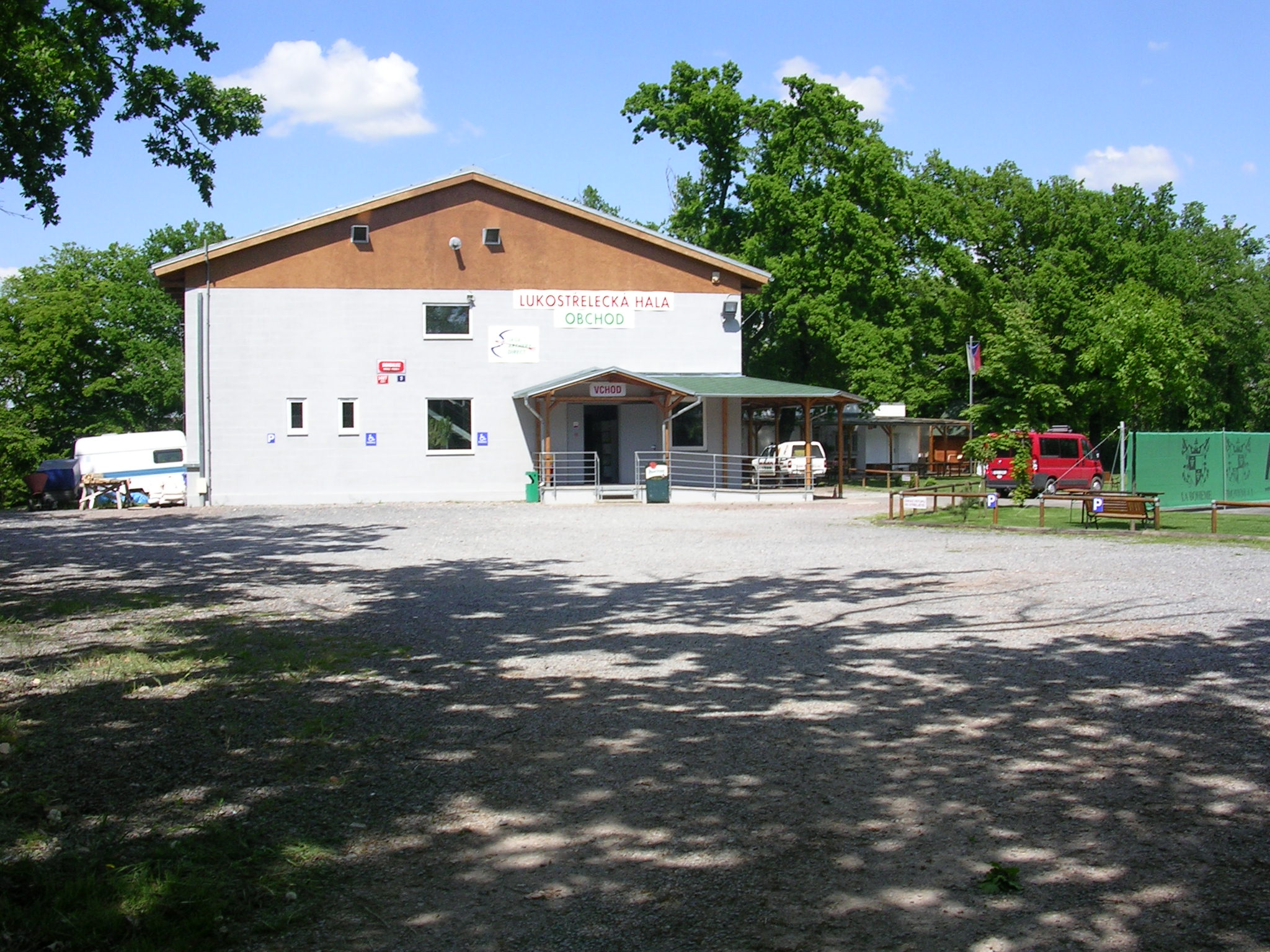
lukostřelecká hala
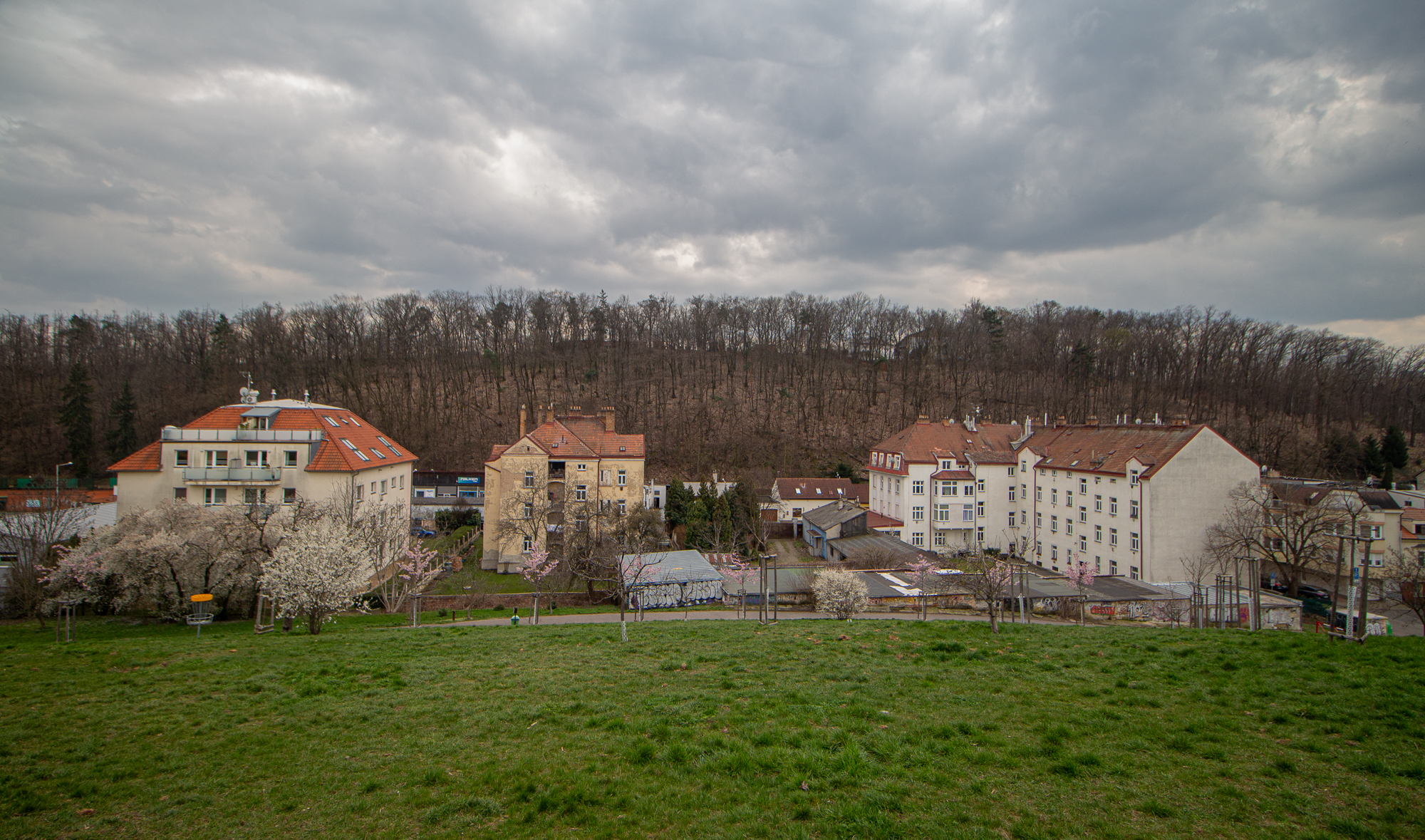
Tyršův vrch z protějšího Kapitolu